# Jasper Pillen
Jasper Pillen, né le 31 mai 1984 à Bruges, est un homme politique belge, membre de l'Open Vld.

## Biographie
Jasper Pillen nait le 31 mai 1984 à Bruges.
Le 1 octobre 2020, il devient député fédéral à la Chambre des représentants en remplaçant Vincent Van Quickenborne qui devient ministre dans le gouvernement De Croo.